# Белуги
Белу́ги (лат. Huso) — род рыб семейства Осетровых.

## Описание
От других осетровых белуг можно легко отличить по большому рту в форме полумесяца, занимающему всю нижнюю поверхность рыла, а так же по сплющенным с боков усикам, наличию свободной складки под межжаберным промежутком, образованной сросшимися между собой жаберными перепонками, и относительным размерам спинных жучек, из которых первая — наименьшая. Между рядами жучек на коже белуги рассеяны многочисленные мелкие пластинки и гранулы, на длинных усиках можно рассмотреть мелкие листовидные придатки.
В весе белуги могут достигать до 1500 килограмм, но не исключено, что существуют и более крупные особи. Этот рекорд был поставлен российскими рыболовами 3 мая 1926 года в низовьях Волги. В среднем белуги весят около 70 килограмм, но этот вес может варьироваться в зависимости от места обитания, пола и множества других факторов. Так, например, в дельте Дона белуги весят в среднем 80 килограмм, а на Азовском море рыба весит около 60 килограмм.
За свое толстое цилиндрическое туловище и короткий нос белуга и получила научное название 'huso', являющееся производным от греческого слова hus, что значит “свинья”.
Общий цвет тела этой рыбы — пепельно-серый, брюхо — серовато-белое, а нос — желтоватый. Белуга — одна из самых крупных рыб, встречающихся на территории Российской Федерации: она достигает длины 6 м и массы более 1 тонны. В Англии имеет называние большой осётр.
Рот полунижний. Жаберные перепонки соединены друг с другом. В спинном плавнике от 43-57 (калуга) до 62-73 (белуга) лучей. У калуги в кариотипе около 250 хромосом, а у белуги — 120.

## Среда обитания
В России белуга обитает в теплых морях: Черном, Каспийском и Азовском, - а нерестится эта рыба в многочисленных реках. Особи-долгожительницы порой достигают четырех метров в длину и даже больше, а икра в их теле составляет более 20% от общей массы тела.

## Использование в гастрономии
Вес белуги варьируется от 20 до 200 кг, изредка встречаются особи до 1 тонны.
У крупных осетровых рыб мясо грубее, чем у мелких. Его используют для приготовления множества блюд. Белужья икра считается самой лучшей среди всех осетровых пород. Словосочетание "белужья икра" часто встречается в классической литературе девятнадцатого века. В то время это блюдо считалось деликатесом и было доступно только для аристократического общества, князей и царей. 

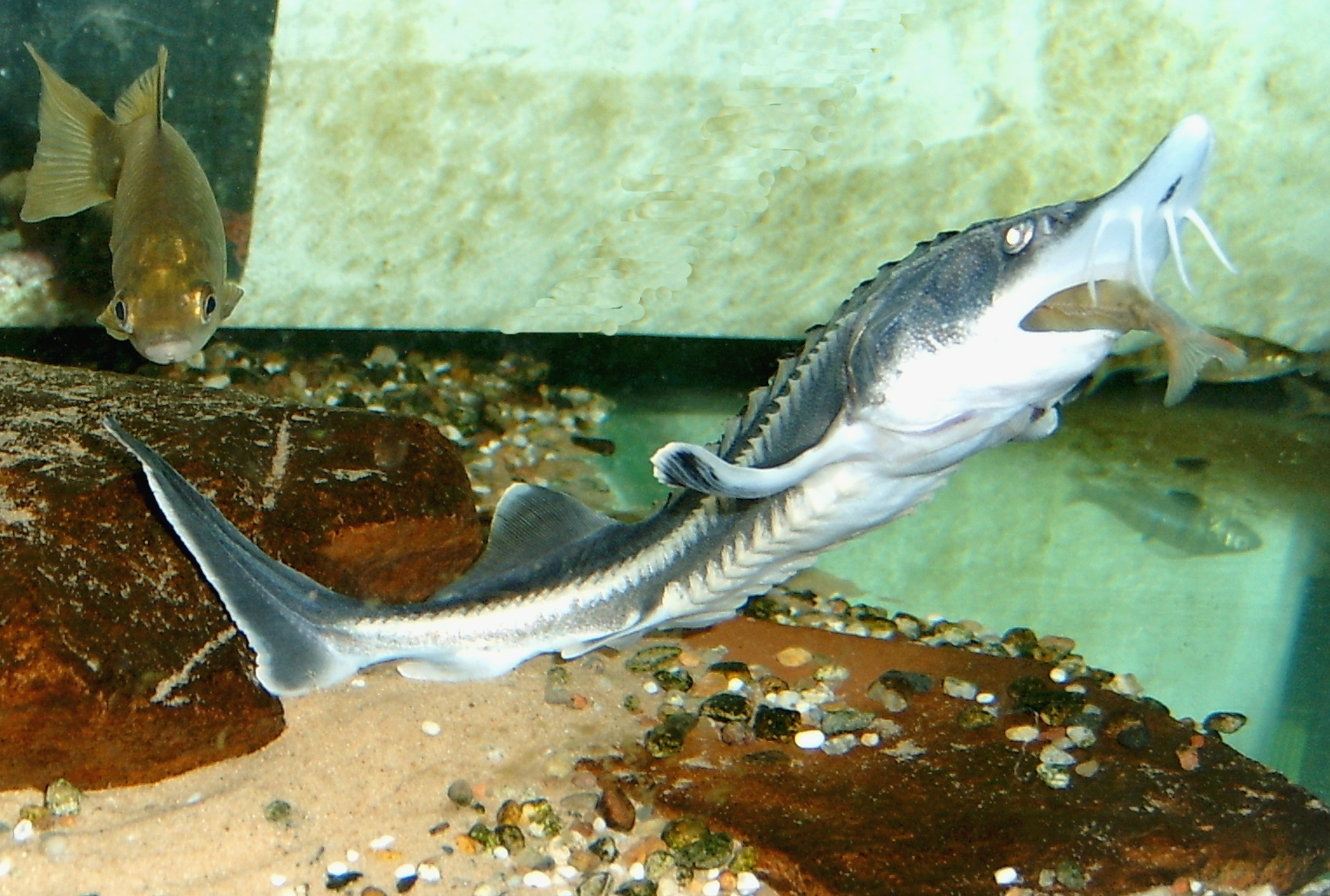
Белуга (Huso huso)

Ценность икры белуги заключается не только во вкусовых качествах, но и в ее питательных свойствах. Отсюда вытекает и стоимость продукта. Во многих странах Европы и Америки жители платят за килограмм икры несколько тысяч долларов.
Икра жемчужно-серого цвета, она также называется светлой, и относится к самым лучшим сортам. Ее отличительная особенность – ореховый привкус и практически полное отсутствие рыбного амбре. Самый дорогой вид белужьей икры – golden caviar (золотая икра). Выпускают ее только иранские производители. Добыть такой продукт чрезвычайно сложно, так как необходимо найти белугу-альбиноса в зрелом возрасте. Их стоимость составляет не менее 2500 долларов за сто грамм.

## Классификация
Включает два вида:
- Huso dauricus (Georgi, 1775) — Калуга (рыба);
- Huso huso (Linnaeus, 1758) — Белуга.

На основании морфологических и генетических данных род считается полифилетическим и некоторые авторы его объединяют с родом Acipenser.

## Распространение
Встречаются в бассейне Чёрного, Каспийского и Адриатического морей и в реке Амур.